# Padiusir
Padiusir (v překladu z egyptštiny „Usirův dar“, řecký přepis jména je Πετοσιρις – Petosiris) byl hodnostář ve starověkém Egyptě ve 2. polovině 4. století př. n. l. (zemřel kolem roku 300 př. n. l.), velekněz chrámu boha Thovta v Chemenu, nositel řady dalších kněžských titulů. Byl představitelem tradiční egyptské aristokracie v době 2. perské nadvlády a počátku řecko-římské doby. Po své smrti byl pokládán za významného mudrce a byl tak uctíván egyptskými Řeky až do 4. století.
Jeho hrobka na pohřebišti v Tuna el-Gabal v okruhu starověkého Chemenu, v níž je zaznamenán historicky významný Padiusirův životopis, je pokládána za příznačnou ilustraci poměrů doby, ve které žil: zatímco z hlediska architektonického je postavena zcela v egyptském stylu, vyobrazení na jejích stěnách jsou unikátním pokusem o kombinaci egyptského uměleckého stylu s řeckým způsobem zachycování postav.

## Historie
Padiusir, přáteli nazývaný také Anchefenchonsu, pocházel z významné chemenské rodiny, která po několik generací zastávala úřad prvního kněze tamního Thovtova chrámu. On sám se jím stal v roce 341 př. n. l., tedy krátce poté, co byl po porážce krále Nachthareheba Egypt opětovně ovládnut Perskou říší.